# Ніко Пас
Ніколас «Ніко» Пас Мартінес (ісп. Nicolás "Nico" Paz Martínez, нар. 8 вересня 2004, Санта-Крус-де-Тенерифе, Іспанія) — аргентинський футболіст, атакувальний півзахисник італійського «Комо» та молодіжної збірної Аргентини.

## Ігрова кар'єра
Ніколас Пас народився в Іспанії на Канарських островах у місті Санта-Круз-де-Тенерифе, де і почав займатися футболом у школі місцевого клубу «Тенерифе». У 2016 році Пас приєднався до футбольної академії столичного «Реала».
У молодіжних командах Ніколас починав грати на позиції центрального захисника. З розвитком кар'єри пересуваючись по полю вперед. Врешті він зайняв місце атакувального півзахисника. У січні 2022 року футболіст дебютував на професійному рівні у складі фарм — клубу «Реала» — «Реал Мадрид Кастілья» у Третьому дивізіоні чемпіонату Іспанії.
Дебют Ніколаса у першій команді «Реала» відбувся 8 листопада 2023 року у груповому матчі Ліги чемпіонів проти португальської «Браги». 11 листопада футболіст зіграв свою першу гру в Прімері, коли вийшов на заміну у переможному матчі проти «Валенсії». 29 листопада Пас відзначився першим забитим голом в «Реалі», вразивши ворота італійського «Наполі» у п'ятому турі Ліги чемпіонів.
З початку сезону 2024/2025 виступає за клуб Серії А, «Комо». 

### Збірна
Ніколас є сином колишнього гравця національної збірної Аргентини Пабло Паса. Народжений в Іспанії, Ніколас також може виступати і за Аргентину. Він був у розширеному списку збірної Аргентини перед чемпіонатом світу 2022 року у Катарі. З 2022 року Ніколас Пас виступає за молодіжну збірну Аргентини.

## Титули і досягнення
- Чемпіон Іспанії (1):

«Реал Мадрид»: 2023–24
- Володар Суперкубка Іспанії (1):

«Реал Мадрид»:  2023
- Переможець Ліги Чемпіонів УЄФА: (1):

«Реал Мадрид»: 2023–24